# Contea del Rossiglione
La contea del Rossiglione (in francese comté de Roussillon e in catalano comtat de Rosselló) è stata un'antica contea francese.

Stemma del Rossiglione

Si sarebbe formata nel V-VIII secolo come suddivisione amministrativa del regno visigoto e i suoi confini corrispondevano all'antica civitas Ruscinonensis, dalla quale riprese il nome, odierno dipartimento dei Pirenei Orientali, tolte le regioni della Cerdagna e dello Capcir. Cessò probabilmente di esistere con l'invasione araba del 721, ma rinacque in occasione della riconquista carolingia e fu integrata alla marca di Spagna e quindi alla marca di Gotia. Il Rossiglione era in quest'epoca in possesso di conti nominati o riconosciuti dal potere imperiale, la cui autonomia, tuttavia, divenne maggiore nel corso del IX secolo. 
Dopo la fine della dinastia carolingia venne considerata un possedimento familiare e agli inizi del X secolo venne in possesso della famiglia dei conti di Ampurias. Il suo territorio era tuttavia ridotto in quest'epoca alla sola parte orientale del dipartimento dei Pirenei Orientali. La capitale della contea fu in un primo momento Château-Roussillon e quindi la città di Perpignano. Alla morte senza eredi di Gerardo II di Rossiglione nel 1172, la contea passò al re Alfonso II d'Aragona.

## La contea sotto la dinastia d'Aragona
Nel 1204 il re Pietro II d'Aragona la cedette come patrimonio personale alla moglie, Maria di Montpellier. In seguito ai dissensi successivamente sorti nella coppia reale, la contea venne ceduta nel 1209 allo zio del re Pietro, l'infante Sancio e alla morte di questi nel 1212 passò al figlio, Nuño, insieme alla contea di Cerdagna. Alla sua morte nel 1241 le due contee passarono a Giacomo I d'Aragona, figlio di Pietro II.
Da lungo tempo la contea dipendeva solo formalmente dalla marca di Gotia e dalla Francia. Con il trattato di Corbeil del 1258 il re di Aragona rinunciò alle proprie terre nella Linguadoca e il re di Francia rinunciò alla propria sovranità formale sul Rossiglione.
Nella suddivisione fatta nel 1262 tra i figli, il re Giacomo assegnò le contee di Rossiglione e di Cerdagna al proprio secondogenito, Giacomo II di Maiorca; alla sua morte nel 1276 il Rossiglione entrò pertanto a far parte del regno di Maiorca. Solo nel 1344 il re Pietro IV d'Aragona annesse i territori del cugino Giacomo III di Maiorca, reintegrando il Rossiglione nella corona d'Aragona.
Nel 1461 il re di Francia Luigi XI occupò il Rossiglione e la Cerdagna, con il pretesto dei debiti che il re Giovanni II d'Aragona aveva contratto con lui e che non poté opporsi a causa di una guerra civile condotta dai Catalani. Il re di Francia Carlo VIII, restituì nel 1493 le due contee al re di Aragona Ferdinando II per non essere ostacolato nella sua spedizione in Italia.
Nel 1641, nel corso di una ribellione contro l'appena formato regno di Spagna, la Catalogna chiese l'aiuto del re di Francia Luigi XIII, proclamandolo "conte di Barcellona, di Rossiglione e di Cerdagna" e il cardinale Richelieu integrò alla Francia il Rossiglione e parte della Cerdagna.. L'annessione fu sancita nel 1659 dal trattato dei Pirenei.

## Conti di Rossiglione

### Conti beneficiari
- 812 - 832: Gaucelmo di Gotia (morto nell'834), figlio del conte Guglielmo I di Tolosa, che fu anche conte di Empúries e marchese di Gotia;
- 832 - 836: Berengario I di Tolosa, che fu anche conte di Tolosa;
- 836 - 843: Bernardo di Settimania, fratello di Gaucelmo, che fu anche conte di Tolosa, di Narbona e di Barcellona;
- 843 - 848: Sunyer I, che fu anche conte di Empúries;
- 848 - 850: Guglielmo di Settimania, usurpatore, conte di Barcellona e di Empúries;
- 850 - 852: Alerano di Troyes/Isembardo di Barcellona, che furono anche conti di Barcellona, di Narbona e di Empúries;
- 852 - 858: Odalrico, che era anche conte di Barcellona, di Gerona e di Empúries;
- 858 - 864: Unifredo I, che era anche conte di Barcellona, di Gerona, di Narbona e di Empúries;
- 864 - 878: Bernardo di Gotia, che era anche marchese di Gotia e conte di Barcellona e di Narbona;
- 878 - 899: Miró il Vecchio, che era anche conte di Conflent e forse di Capcir e Fenollet;

### Conti di Empúries
- 899-915: Sunyer II, figlio di Sunyer I, che fu anche conte di Empúries;
- 915-931: Gausberto I, figlio del precedente, fu anche conte di Empúries;
- 931-991: Gausfredo I, figlio del precedente, fu anche conte di Empúries;
- 991-1014: Guislaberto I, figlio del precedente;
- 1014-1074: Gausfredo II, figlio del precedente;
- 1074-1102: Guislaberto II, figlio del precedente;
- 1102-1113: Gerardo I, figlio del precedente;
- 1113-1164: Gausfredo III, figlio del precedente;
- 1164-1172: Gerardo II, figlio del precedente, morto senza eredi.

### Re di Aragona e casato di Barcellona
- 1172-1185: Alfonso II, re di Aragona e Alfonso I come conte di Rossiglione e come conte di Barcellona;
- 1185-1226: Sancio I, fratello di Alfonso, conte di Rossiglione e Cerdagna;
- 1226-1242: Nuño, figlio di Sancio, conte di Rossiglione e di Cerdagna;
- 1242-1276: Giacomo I d'Aragona, che fu re di Aragona, di Valencia e di Maiorca e conte di Barcellona.

### Re di Maiorca (casato di Barcellona)
- 1276-1311: Giacomo II, re di Maiorca, che fu anche conte di Cerdagna e signore di Montpellier;
- 1311-1324: Sancio II, re di Maiorca, che fu anche conte di Cerdagna e signore di Montpellier;
- 1324-1344: Giacomo III, figlio di Ferdinando d'Aragona a sua volta terzogenito di Sancio I, re di Maiorca, che fu anche conte di Cerdagna e signore di Montpellier

### Re di Aragona (casato di Barcellona)
- 1344-1387: Pietro I come conte di Rossiglione, che fu anche re di Aragona (come Pietro IV), di Valencia (come Pietro II), di Maiorca e di Sardegna (come Pietro I) e inoltre conte di Barcellona (come Pietro III);
- 1387-1396: Giovanni I, figlio del precedente e con gli stessi titoli;
- 1396-1410: Martino I, fratello del precedente e con gli stessi titoli, fu inoltre re di Sicilia (come Martino II)

### Re di Aragona (casato di Trastamara)
- 1412-1416: Ferdinando I, fu anche re di Aragona, di Valencia, di Maiorca, di Sardegna e di Sicilia e conte di Barcellona;
- 1416-1458: Alfonso II, figlio del precedente, che fu anche re di Aragona (come Alfonso V), di Valencia (come Alfonso III), di Maiorca (come Alfonso I), di Sardegna (come Alfonso II), di Sicilia e di Napoli (unificati sotto il titolo di rex utriusque Siciliae, come Alfonso I) e conte di Barcellona (come Alfonso IV);
- 1458-1461: Giovanni II, fratello del precedente, che fu anche re di Aragona, di Valencia, di Maiorca, di Sardegna e di Sicilia e conte di Barcellona

### Re di Francia
- 1461-1483: Luigi XI di Francia;
- 1483-1493: Carlo VIII di Francia

### Re di Spagna
- 1493-1516: Ferdinando II, figlio di Giovanni II, che fu re di Aragona, di Valencia, di Maiorca, di Sardegna, di Sicilia e di Napoli (come Ferdinando I) e conte di Barcellona e reggente del regno di Castiglia e del regno di Navarra per i propri discendenti;

In seguito la contea di Rossiglione fece parte dei domini dei re di Spagna Carlo I (l'imperatore Carlo V, 1516-1556), Filippo II (1556-1598), Filippo III (1598-1621) e Filippo IV (1621-1641).

### Re di Francia
Con il trattato dei Pirenei del 1659 la contea di Rossiglione, già annessa militarmente dal re di Francia Luigi XIII dal 1641 e passata nel 1643 al successore Luigi XIV, passò definitivamente nei domini francesi. Dopo il 1659 i re di Francia non utilizzarono più i titoli di "conte di Rossiglione e di Cerdagna", mentre questi sono tuttora presenti nella titolatura dei re di Spagna.

## Contea di Rossiglione nella letteratura
Un immaginario conte di Rossiglione, Bertram, è il principale personaggio nella commedia shakespeariana Tutto è bene quel che finisce bene.